# Laie (Hawaii)
Laie és una concentració de població designada pel cens dels Estats Units a l'estat de Hawaii. Segons el cens del 2000 tenia 4.585 habitants.

## Demografia
Segons el cens del 2000, Laie tenia 4.585 habitants, 903 habitatges, i 735 famílies La densitat de població era de 1390,62 habitants per km².
Dels 903 habitatges en un 46,4% hi vivien nens de menys de 18 anys, en un 66,2% hi vivien parelles casades, en un 10,9% dones solteres, i en un 18,6% no eren unitats familiars. En el 9,1% dels habitatges hi vivien persones soles el 2,1% de les quals corresponia a persones de 65 anys o més que vivien soles. El nombre mitjà de persones vivint en cada habitatge era de 4,47 i el nombre mitjà de persones que vivien en cada família era de 4,75.
Per edats la població es repartia de la següent manera: un 31,8% tenia menys de 18 anys, un 21,9% entre 18 i 24, un 26,8% entre 25 i 44, un 14,4% de 45 a 64 i un 5,1% 65 anys o més.
L'edat mediana era de 23,9 anys. Per cada 100 dones hi havia 90,49 homes. Per cada 100 dones de 18 o més anys hi havia 85,9 homes.
La renda mediana per habitatge era de 50.875 $ i la renda mediana per família de 59.432 $. Els homes tenien una renda mediana de 40.242 $ mentre que les dones 26.750 $. La renda per capita de la població era de 13.785 $. Aproximadament el 10,7% de les famílies i el 17,5% de la població estaven per davall del llindar de pobresa.

## Poblacions més properes
El següent diagrama mostra les poblacions més properes.